# Fließpressen
Fließpressen gehört nach DIN 8583 zum Druckumformen, und somit zur Familie der Umformverfahren. Hierbei handelt es sich um eine Massivumformung, die durch einen einstufigen oder mehrstufigen Fertigungsvorgang sowohl Hohl- als auch Vollkörper erstellt; siehe auch Kaltstauchdraht.

## Verfahren
Beim Fließpressen handelt es sich um ein Umformverfahren, bei dem vorwiegend eine Druckbeanspruchung zum umzuformenden Werkstück vorliegt. Die Fließpressverfahren sind in der DIN 8583-6 näher beschrieben und werden dort zusätzlich anhand der Querschnittsform vor Beginn der Umformung näher unterteilt. Wird der Querschnitt des Rohteils nicht durch Aussparungen vermindert, so spricht man vom Voll-Fließpressen, bei vermindertem Querschnitt vom Hohl-Fließpressen. Weiterhin ist eine Unterscheidung nach der Fließrichtung des Werkstoffs relativ zur Stempelbewegungsrichtung möglich. Hierbei haben sich folgende Unterscheidungen herauskristallisiert:
- Vorwärtsfließpressen = Werkstofffluss und Stempelbewegungsrichtung sind gleich
- Rückwärtsfließpressen = Werkstofffluss und Stempelbewegungsrichtung sind entgegengesetzt
- Querfließpressen = Werkstofffluss quer zur Stempelbewegungsrichtung

Eine Kombination dieser drei Fließpressverfahren ist möglich.
Eine weitere Charakterisierung des Fließpressprozesses kann hinsichtlich der Temperatur vorgenommen werden, mit der das Werkstück dem Umformprozess zugeführt wird. Gemäß DIN 8582 ist es maßgeblich, ob das Werkstück vor der Umformung über Raumtemperatur hinaus erwärmt wurde.
Ist dies nicht der Fall, so spricht man von Kaltumformung bzw. Kaltfließpressen.
Wird das Werkstück über die Rekristallisationstemperatur erwärmt (1100–1300 °C bei Stahl), so spricht man von Warmumformung, Schmieden bzw. Warmfließpressen.
Wird das Werkstück vor der Umformung erwärmt, jedoch nicht über die Rekristallisationstemperatur hinaus (z. B. 600 und 950 °C bei Stahl), so spricht man von einer Halbwarmumformung.
Generell kann man davon ausgehen, dass das Formänderungsvermögen eines Werkstoffs mit steigender Temperatur zunimmt. Aus diesem Grund wird häufig eine Warmumformung vorgenommen, wenn sehr große Materialverteilungen zur Herstellung des Bauteils nötig sind. Da mit steigender Temperatur die Festigkeit der meisten Werkstoffe abnimmt, ergibt sich beim Schmieden ebenso ein reduzierter Kraftaufwand. Daher werden sehr große Komponenten, beispielsweise Läufer einer Dampfturbine, warmumformtechnisch hergestellt, da die andernfalls benötigten Kräfte von keiner Umformmaschine bzw. Presse aufgebracht werden könnten.
Daneben gibt es auch Fließpressverfahren mit Wirkmedien (z. B. Innenhochdruckumformung). Hierzu gehört das hydrostatische Fließpressen. Es ist ein Vorwärtsfließpressen, bei dem der Stempel nicht direkt auf das Werkstück drückt, sondern eine Flüssigkeit, die das Werkstück umschließt. Der benötigte Druck (15.000–20.000 bar) wird mittels einer Pumpe oder Presse erreicht.

## Werkzeugtechnik
Fließpresswerkzeuge bestehen in aller Regel aus einer Matrize und einem Stempel. In den meisten Fällen führt der Stempel die zur Umformung benötigte Bewegung aus und die Matrize ist ortsfest.

### Matrizen von Fließpresswerkzeugen
Bei den meisten Matrizen ist es aufgrund der hohen Innendrücke, hervorgerufen durch den Umformprozess, notwendig die Matrize zu verstärken. Dieses Verstärken wird als Armieren bezeichnet. Bei diesem Verfahren wird mindestens ein sogenannter Armierungsring um die Matrize gelegt. Hierbei ist der Innendurchmesser des Armierungsrings geringfügig kleiner als der Außendurchmesser der Matrize. Es liegt folglich ein Übermaß vor. Fügt man die beiden Teile nun zueinander so wird der Armierungsring vorwiegend auf Zug beansprucht, wohingegen die Matrize überwiegend auf Druck beansprucht wird. Zu Beginn des Umformprozesses liegt folglich ein Druckspannungszustand in der Matrize vor. Bevor nun die Matrize überhaupt auf Zug beansprucht werden kann, muss dieser Druckspannungszustand überwunden werden. Idealerweise ist die Übermaßpassung so bemessen, dass zu keinem Zeitpunkt des Prozesses positive Dehnungsanteile in der Matrize auftreten. Durch das Armieren der Matrizen kann deren Beanspruchbarkeit gesteigert werden.

### Stempel von Fließpresswerkzeugen
Bei den Stempeln der Fließpresswerkzeuge bewegt man sich im Spannungsfeld zwischen ausreichender Druckfestigkeit und Zähigkeit. Wählt man einen sehr harten Stempelwerkstoff, so ist zwar die Druckbeständigkeit hervorragend, jedoch kann es aufgrund der sehr geringen Zähigkeit zu einem Stempelbruch kommen.

## Werkzeugwerkstoffe

### Werkstoffe für Matrizen und Stempel
Beim Fließpressen treten, abhängig vom Werkstückwerkstoff, Innendrücke in der Matrize oder Kontaktnormalspannungen am Stempel bis über 5000 MPa auf. Aufgrund dieser hohen Innendrücke tritt eine Vielzahl verschiedener Verschleißmechanismen auf. Da die Anfertigung von Werkzeugen sehr kostspielig ist, kommen vorwiegend nachfolgend aufgeführte Werkzeugwerkstoffe zum Einsatz, um den Verschleiß so weit wie möglich zu minimieren.
- Hartmetall
- Werkzeugstahl
- Technische Keramik

Insbesondere bei der Gruppe der Werkzeugstähle werden heute vermehrt pulvermetallurgisch hergestellte Werkzeugstähle eingesetzt, da sie ihren konventionell erschmolzenen Pendants hinsichtlich Verschleißwiderstand und Ermüdungsfestigkeit deutlich überlegen sind. Werkzeugstähle weisen jedoch eine geringe Druckbeständigkeit und geringeren Verschleißwiderstand auf als Hartmetalle. Daher werden zunehmend Hartmetalle eingesetzt, um die Standzeiten der eingesetzten Werkzeuge weiter zu steigern. Im Vergleich zu Werkzeugstählen sind jedoch Hartmetalle aufgrund ihrer deutlich höheren Härte auch wesentlich spröder, sodass bei einem Einsatz als Matrizenwerkstoff zwingend sichergestellt werden muss, dass während des Prozesses keine positiven Dehnungsanteile in der Matrize auftreten, da ansonsten ein sehr schnelles Versagen aufgrund Ermüdung auftreten würde. Moderne Hartmetalle erreichen Druckfestigkeiten von über 8000 MPa.

### Werkstoffe für Armierungsringe
Wie bereits erwähnt, werden Armierungsringe vorwiegend auf Zug beansprucht. Daher müssen diese Werkstoffe eine besonders hohe Ermüdungsfestigkeit aufweisen. Aus diesem Grund kommen hierfür in den meisten Fällen Warmarbeitsstähle zum Einsatz. Ein gängiger Stahl ist 1.2343 bzw. 1.2344. An der Innenseite treten jedoch Druckspannungen auf, sodass darauf zu achten ist, dass diese Stähle eine ausreichende Härte aufweisen. In aller Regel genügen hier Härten von etwa 42 HRC. In Ausnahmefällen können jedoch auch Härten von bis zu 50 HRC eingesetzt werden, was jedoch eine genaue Auslegung der Werkzeuge notwendig macht.

## Werkzeugauslegung
In aller Regel müssen Werkzeuge auf den vorgesehenen Einsatzfall hin ausgelegt werden, um eine maximal wirtschaftliche Standzeit zu erreichen. Während früher vor allem Auslegungsnomogramme und einfache analytische Berechnungen genutzt wurden, wird aktuell vermehrt auf eine FE-basierte Auslegung zurückgegriffen. Bei den analytischen Methoden finden vor allem die Laméschen-Gleichungen Anwendung. Für einfach rotationssymmetrische Querschnitte sind diese Gleichungen hinreichend genau, jedoch nimmt die Genauigkeit bei schwierigen Formen deutlich ab, sodass die Aussagekraft als zu gering angesehen werden muss. Aus diesem Grund kommt der FE-basierten Auslegung eine zunehmend höhere Bedeutung zu. Vorteil hierbei ist die Tatsache, dass auch komplexe dreidimensionale Werkstückgeometrien damit modelliert und die Werkzeuge zur Herstellung dieser ausgelegt werden können. Zudem sind eine Vielzahl verschiedener Ergebnis-Parameter verfügbar, welche in der Werkzeugauslegung eine entscheidende Rolle spielen. Dies sind unter anderem:
- Von-Mises-Vergleichsspannung
- Kontaktnormalspannung
- Hauptspannungen, insbesondere Erste und Dritte

Generell ist bei der Werkzeugauslegung darauf zu achten, nach Möglichkeit keine scharfkantigen Übergänge in den Werkzeugen zu schaffen, da sich dies aufgrund der Gefahr von Querrissen negativ auf die Standzeit der Werkzeuge auswirken kann. Es ist daher anzustreben, Übergänge mit möglichst großen Radien bzw. Fasen zu versehen.